# 天道盟天德會
天道盟天德會，是臺灣三大犯罪組織之一的天道盟旗下的分會。

## 簡介
天德會活動範圍在林口、三重、蘆洲、臺北市內湖、桃園及臺中，依據調查局的資料，天德會發起人「張德潤」（目前為台北市體育會拳擊委員會副主任委員及士林區體育會拳擊委員會副主任委員、中華安清公益事業協會會長），原為天道盟濟公會角頭成員，在1996年（民國85年）年初向當時擔任天道盟委員會執行長的「陳仁治」（本名：鄭清輝、廈門幫大老）報備籌組，成為「陳仁治」的嫡系組織，「張德潤」在「陳仁治」任盟主之時，擔任其護法。天德會會員皆來至濟公會及林口一帶的角頭組成；以台北市松江路的「金海岸實業公司」（目前撤銷）為主要據點。
2013年8月，前副會長劉芳成疑似因夜市與屠宰場利益糾紛，在行經新北市新莊區時，遭人亂槍擊斃。

## 人事和組織

### 歷任會長
- 首  任：張德潤（原濟公會要角；後任「天道盟」委員及「鄭仁治」貼身護法[4]；退休後開設餐廳，中華安清公益事業協會創會會長[5]）
- 第二任：陳平木「殺狗仔」[6]（五十三歲，亦為天道盟精神領袖「圓仔花」鄭仁治（化名陳仁治）的愛將）

### 高層幹部
- 會長：陳平木